# Reclaim - Prenditi ciò che è tuo
Reclaim - Prenditi ciò che è tuo (Reclaim) è un film del 2014 diretto da Alan White.
La pellicola racconta una storia di fantasia che descrive alcuni aspetti di una realtà comunque ben presente al giorno d'oggi: il traffico illegale di minori che dai paesi poveri raggiungono i paesi ricchi per rispondere ad una domanda di adozioni che i canali ufficiali non riescono a soddisfare.

## Trama
Steven e Shannon Mayer si recano a Porto Rico per prendere Nina, una bambina haitiana di sette anni che hanno adottato attraverso un'organizzazione internazionale. La coppia non può più avere figli da quando Shannon ha avuto un incidente stradale del quale porta ancora dei segni, e quindi da tempo insegue la strada dell'adozione per vedere esaudita la loro volontà di diventare genitori.
Presa in consegna Nina, come previsto, la coppia è pregata di restare ancora nell'isola per qualche giorno, per permettere di espletare le ultime pratiche burocratiche che permetteranno alla bambina di raggiungere gli Stati Uniti.
Così la nuova famiglia può trascorrere una sorta di minivacanza che può aiutare alla conoscenza reciproca. Una notte però Steven viene aggredito inspiegabilmente e con ferocia, da un amico di un americano che alloggia accanto a loro. Pertanto decide di cambiare albergo ma qui, dopo la prima notte, Nina scompare.
Si capisce presto che è stata rapita e che, come verrà spiegato loro dalla polizia, sono stati vittime di una truffa. L'organizzazione alla quale hanno creduto di affidarsi era in realtà la copertura di una banda criminale che traffica con i minori e che usa farsi dare un buon quantitativo di denaro in anticipo, ma poi dopo aver fatto fare conoscenza con il bambino, rapisce lo stesso, per poi chiedere un riscatto ancora più ingente.
Ed in effetti è quello che capita ai Mayer che vengono addirittura rapiti e ai quali viene chiesta una cifra esorbitante per il riscatto. La banda, capitanata da quel Benjamin che era loro vicino nella prima destinazione a Porto Rico, sa infatti che i due hanno avuto un risarcimento milionario per l'incidente occorso in passato alla donna.
La coppia, che aveva già versato 90.000 dollari all'organizzazione, è costretta ora a dare tutto quello che ha per riavere Nina. Con la forza della disperazione riusciranno ad eludere i rapitori e riavere la bambina e il denaro. Questo anche dopo un ulteriore ritorno di Benjamin, che credevano morto in un incidente, che assalterà perfino la polizia, uccidendone il responsabile della stazione locale, finendo però lui stesso per soccombere per mano di Steven.
Un ulteriore trauma per la piccola Nina che però, alla fine, può festeggiare con i nuovi genitori che tanto hanno lottato per averla.
Un messaggio finale ci ricorda che 1.200.000 bambini all'anno sono oggetto di traffici che sembriamo ignorare o far finta di non vedere.

## Produzione
Il regista australiano aveva intenzione inizialmente di girare il film nel suo paese. Venendo meno il sostegno produttivo della Screen Australia si è poi optato per Porto Rico, così dall'adozione di un bambino afghano si è passati a quella di un bambino haitiano.